# B'Day Anthology Video Album

B'Day Anthology Video Album est le premier album vidéo de la chanteuse américaine Beyoncé Knowles. Il contient treize clip vidéo des chansons de son deuxième album studio B'Day (2006) et sa version deluxe (2007). Il est sorti sous le label Columbia Records en exclusivité avec les magasins Wal-Mart.